# Шоуссей, Марк
Ма́рк Шоссе́ (англ. Mark Chaussee) Профессиональный гитарист. Живёт в США. Родился в Миннеаполисе (штате Миннесота). Играл в группах The Coup De Grace, Fight, Danzig, Jimmy Coup, Marilyn Manson.

## Творческая биография
Марк Шоссе — американский гитарист из Миннеаполиса (штат Миннесота), приверженец хеви-метала и хард-рока. Был гитаристом таких групп, как The Coup De Grace, Fight, Danzig, Jimmy Coup и Marilyn Manson.

### World Of Hurt
Группа World Of Hurt из Миннеаполиса является первой известной группой Марка Шоссе.

### The Coup De Grace
Группа Джеймса Мешерля (англ. James Mecherle) The Coup De Grace является первой всемирно известной группой Марка Шоссе.
Какое то время он играл в The Coup De Grace и мы отлично проводили время! Нам было так весело!
 28 Февраля 2007, Джимми Кауп.

### Fight
В пост-Judas Priest группе Роба Хэлфорда Fight: гитарист (1994—1995). Был приглашён в группу на замену Робби Лохнеру (англ. Robby Lochner) благодаря записи, которую он послал менеджменту Роба Хэлфорда.
Мы поместили Марка в трудную ситуацию — довольно жестокую, на самом деле. Мы затащили его в маленькую студию и сказали: „Играй!“ Он был великолепен.
 Роб Хэлфорд, пресс-подборка перед выходом альбома A Small Deadly Space, 1995.
Марк участвовал в записи альбома A Small Deadly Space (1995) и в турне по США и Канаде (гастрольный график и подробная информация).

### Danzig
В группе Гленна Данцига (англ. Glenn Danzig) Danzig: гитарист (июнь-сентябрь 1996). Участвовал в записи двух песен (Sacrifice и Serpentia) альбома Blackacidevil (1996) как приглашённый музыкант. Покинул группу перед началом турне OzzFest '96.

### Возвращение в The Coup De Grace
Предположительно сразу после ухода из Danzig Марк Шоссе воссоединился со своей первой группой The Coup De Grace. Участвовал в создании демозаписи и в турне по Среднему Западу США в 1999 году.

### Killswitch
В начале 2000 года, коллега посоветовал недавно сформировавшейся группе Killswitch из штата Миссури сотрудничать с Марком Шоссе, но этот союз так и не осуществился.
Этот парень, Марк Шоссе, играл в Fight для альбома A Small Deadly Space вместе с Робом Хэлфордом, бывшим солистом Judas Priest. Также он принимал участие в записи Blackacidevil вместе с группой Danzig. Мы вместе поехали в Миннеаполис на неделю, репетировали с ним некоторое время, затем он приехал к нам еще на недельку, но это так ни к чему и не привело… Опыт с Шоссе стал для нас уроком. Никогда не стоит пытаться нанять кого-то, кто не заинтересован в этом лично. Он — клёвый парень, но он был заинтересован в Металлике, ездил с группой в тур. Он выступал с ними на концерте перед семидесятитысячной толпой, а мы были всего лишь деревенскими ребятами из Канзас-Сити, и не планировали создавать ничего из ряда вон выходящего.
 Ленс Коллиер (англ. Lance Collier) (басист группы Killswitch), Pitch, 13 Апреля, 2000.

### Stereomud
После неудачных проб в Killswitch, летом 2000 года Марк Шоссе присоединился к группе Stereomud. Это также не принесло никакого результата:
После нескольких совместных репетиций, мы записали первую совместную демозапись в Атланте и пришли к выводу, что из нашей совместной деятельности должно выйти что-то успешное. Мы сформировали группу, но… Записав около десяти песен, мы решили, что нам стоит пригласить гитариста, чтобы немного усилить звучание. Я созвонился со своим другом Марком Шоссе и он приехал и отыграл с нами около двух месяцев. Работа с ним не была успешной и мы перепробовали еще много ребят после него.
. Эрик Роджерс (англ. Erik Rogers) (вокалист группы Stereomud), ThePRP.com, 7 августа, 2000.

### Jimmy Coup
В 2003 году Марк Шоссе снова вернулся к Джеймсу Мешерлю, взявшему сценический псевдоним Джимми Кауп (англ. Jimmy Coup) для работы над его «full-on metal» альбомом с экс-гитаристом The Coup De Grace Стивом Рэшем (англ. Steve Wresh) и ударником Брэттом Дегендоффером (англ. Brett Degendoffer).

### Marilyn Manson
В группе Marilyn Manson: сессионный гитарист (2004—2005). Был нанят осенью 2004 года на замену уволенному Джону 5 (англ. John 5). Участвовал в мировом турне Against All Gods в поддержку сборника хитов Marilyn Manson Lest We Forget (2004). Гастроли продолжались с 27 октября 2004 года по 31 августа 2005 года. За это время группа отыграла 63 концерта (гастрольный график). Первоначально турне планировалось как сугубо американское и лишь впоследствии было расширено на остальной мир. В России группа впервые выступила в Санкт-Петербурге и второй раз в Москве. Примечательно также, что в Лос-Анджелесе Marilyn Manson отыграли три раза подряд: билеты на первые два выступления были распроданы полностью. Игра Марка Шоссе на гитаре имела очень оригинальный и экзотический тяжёлый звук, свойственный хэви-металу старой школы — сырому и неотполированному, и контрастировала с глэм-роковым стилем бывшего гитариста Джона 5 и с прежним стилем группы в целом. Благодаря ему живое звучание Marilyn Manson стало намного жестче, мрачнее и агрессивнее, чем прежде.
По моему мнению, Марк внес что-то замечательное и необыкновенное в этот тур. Но у нас не было возможности написать песни вместе.
Мэрилин Мэнсон, Dramatic New Scenes for Celebritarian Needs.
Однако из-за своей манеры игры, малоизвестности, невыразительной внешности, относительно пассивного поведения на сцене, а также безумной любви фанатов ко всем предыдущим гитаристам коллектива (в особенности к его предшественнику Джону 5), он не пользовался большой популярностью у поклонников творчества группы и даже вызывал неудовольствие. Марк покинул группу сразу после окончания турне. 31 октября 2006 года, на Хэллоуин, впервые после окончания турне, Marilyn Manson выступили на ток-шоу Сегодня вечером (ток-шоу) с Джеем Лено телеканала NBC, исполнив кавер-версию песни This Is Halloween из саундтрека к ремейку мультипликационного фильма Кошмар перед Рождеством. Роль гитариста исполнил Тим Сколд (англ. Tim Skold).

## Прочее
- В своём интервью Джеффу Бринну (англ. Jeff Brinn) для Schwegweb.com Джимми Кауп назвал Марка Шоссе самым убойным гитаристом, которого он когда-либо знал.[3]